# جوان غاردنر (ممثلة)
جوان غاردنر (بالإنجليزية: Joan Gardner)‏ هي كاتبة سيناريو وممثلة أمريكية، ولدت في 16 نوفمبر 1926 في Gold Coast Historic District (Chicago) ‏ في الولايات المتحدة، وتوفيت في 10 ديسمبر 1992 في إنسينو ‏ في الولايات المتحدة بسبب سرطان.

## وصلات خارجية
- جوان غاردنر (ممثلة) على موقع IMDb (الإنجليزية)
- جوان غاردنر (ممثلة) على موقع قاعدة بيانات الفيلم (الإنجليزية)